# Alan Sorrenti
Alan Sorrenti (Napoli, 9 dicembre 1950) è un cantautore italiano.
Dopo aver pubblicato le prove progressive di Aria (1972) e Come un vecchio incensiere all'alba di un villaggio deserto (1973), che gli sono valse il plauso della critica, Sorrenti è divenuto famoso in Italia grazie alla canzone Figli delle stelle  (1977), estratta dall'omonimo album. Il disco è rimasto nella top ten italiana per sedici settimane consecutive ed è risultato essere l'ottavo singolo più venduto dell'anno 1978.

## Biografia

### Gli esordi
Nato a Napoli da Francesco, pittore e cantante, e da Gwendalin Thomas, cantante tradizionale gallese conosciuta in un campo di prigionia britannico in Tunisia dove svolgeva il compito di ausiliaria dell'esercito, Alan Sorrenti è il fratello maggiore di Jenny, anch'essa artista musicale.
I due fratelli crebbero tra Napoli e Aberystwyth, città d'origine della loro madre e, all'inizio degli anni settanta, tentarono la carriera artistica a Roma.
Sorrenti propose lavori vicini al rock progressivo e sperimentale, influenzato dalla vocalità estrema di cantautori come Tim Buckley, Peter Hammill e Shawn Phillips.
Nel 1972 pubblicò il suo primo album Aria con la collaborazione di altri artisti quali Jean Luc Ponty.
Sia Aria (1972) sia il suo secondo album, Come un vecchio incensiere all'alba di un villaggio deserto (1973), presentavano la stessa struttura: il brano che dà il titolo occupa un'intera facciata, e ha una struttura melodica complessa ed elaborata, con testi alquanto ermetici.
I brani delle altre facciate, dal punto di vista musicale, sono meno lontani dalla forma classica della canzone melodica. Particolarmente conosciuti, all'epoca, sono Vorrei incontrarti da Aria e Serenesse da Come un vecchio incensiere all'alba di un villaggio deserto.
Nel 1973 ha partecipato al Festival Pop di Viterbo insieme ad altri artisti come Mauro Pelosi e molti altri.
Nel 1975 ha pubblicato un 45 giri di successo, Le tue radici part I/Le tue radici part II: la canzone, divisa in due parti, è anche presente su LP in una raccolta di successi, e nel 2002 Franco Battiato ne ha inciso una cover nel suo album Fleurs 3.

### Dal rock progressive al melodico
Il terzo album segna un dichiarato periodo di crisi. In Ma tu mi ascolti Alan Sorrenti canta Ora sai che non sono forte / e ora sai che ho paura di vivere [...] / Era inverno inoltrato / quando hanno cercato / di farmi dimenticare di me stesso / ed io mi sono perso [...]. Ha comunque 
ottenuto un discreto successo con una reinterpretazione personale di un classico della canzone napoletana: Dicitencello vuje, pubblicato anche come singolo.

### Il successo con la disco music

Alan Sorrenti durante un'esibizione alla discoteca Taro Taro di Collecchio

Gli album Figli delle stelle (1977) e quello successivo L.A. & N.Y. (1979) contengono due dei suoi più grandi successi commerciali, ossia Figli delle stelle e Tu sei l'unica donna per me, incisa anche in lingua inglese, che gli ha fatto vincere il Festivalbar, il 45 giri più venduto nel 1979 in Italia, che nello stesso anno esordì col film girato da Carlo Vanzina.
Nonostante il successo commerciale, questi brani pop hanno allontanato gli appassionati della prima ora, alcuni dei quali hanno addirittura considerato un "tradimento" la svolta di Sorrenti, da lui stesso successivamente definita  un cambio di stile molto traumatico.
I musicisti statunitensi che sono stati coinvolti nella realizzazione dei due album sono Jay Graydon insieme a quelli che sarebbero diventati i Toto. Nel 1980 ha rappresentato l'Italia all'Eurovision Song Contest con Non so che darei, classificatasi sesta, poi un successo in tutta Europa. Ha poi continuato a pubblicare nuovi album, senza tuttavia ottenere più il successo di vendite avuto sul finire degli anni settanta. E il caso del suo ottavo album Angeli di strada nel 1982 registrato a Keflavik (Islanda) e del singolo estivo del 1983 Sempre/Sessualmente magica.

### Disavventure giudiziarie
Nel 1983 Alan Sorrenti è stato arrestato con l'accusa di detenzione e spaccio di sostanze stupefacenti, cosa che lo ha tenuto lontano dalle scene per qualche tempo.
È stato infatti sorpreso dalla moglie, la modella statunitense Tony Lee Carland, dalla quale viveva separato, nella sua villa di Morlupo mentre si trovava in compagnia di un'altra donna, in atteggiamento intimo. La conseguente discussione è degenerata in un alterco violento al punto che sono dovute intervenire le forze dell'ordine, che arrestano la Carland e rinvengono nell'abitazione piccole quantità di eroina. Durante l'interrogatorio la moglie ha accusato Sorrenti di fare uso di stupefacenti e di distribuirli ad altri. Il cantautore è stato così processato e costretto a trascorrere 33 giorni al carcere di Rebibbia a Roma.
La moglie lo sorprese con un'altra donna e devastò la villa mentre i due fuggivano. Subito dopo la moglie si recò alla Procura della Repubblica di Roma e denunciò il marito per traffico di stupefacenti. Solo allora intervennero le forze di polizia che non trovarono tracce di stupefacenti, ma solo un barattolo contenente mangime per uccelli e anche semi di canapa. Per tale motivo il PM dispose l'arreso per il cantante. Dopo circa un mese di detenzione Sorrenti fu scarcerato e poi assolto in tribunale.

### Il ritorno sulle scene
Alan Sorrenti è ricomparso in pubblico alla fine del 1987 con l'album Bonno soku bodai, a cui ha fatto seguito la partecipazione al Festival di Sanremo con il brano Come per miracolo.
Nel 1992 è uscito l'album Radici, una raccolta con due inediti e brani riarrangiati, in cui figurano artisti James Senese, Tony Esposito e Phil Manzanera oltre alla sorella Jenny Sorrenti.
Nel 1997 è stata la volta di Miami, antologia che segna il ritorno alla EMI, e che contiene molti dei suoi successi in versione originale e alcuni nuovi brani.
Nel 2001 ha partecipato alla trasmissione La notte vola, gara musicale tra i brani più famosi degli anni ottanta, nella quale ha presentato il suo successo del 1980, Non so che darei, arrivata in finale.
Nel 2003 è uscito il duetto con Jenny B nel brano, Paradiso Beach, brano dalla ritmica ballabile in linea con alcune produzioni d'oltreoceano legate al genere R'n'B. Lo stesso anno, esce l'album Sott'acqua .
Nel 2006 ha preso parte al festival O' Scià sull'isola di Lampedusa e al Grand Prix Corallo ad Alghero.
Nel 2010, in occasione dell'uscita del film Figli delle stelle ha rilanciato la vendita dell'album Radici, già pubblicato dodici anni prima, aggiungendo il sottotitolo di London Version, per distinguere le nuove versioni dei brani da quelle originali.
Nel 2013 ha partecipato al singolo e al videoclip di Dipende da te, contenuto nell'album L'astronave, del duo rap U.S.B. (Udite Suoni Buoni) formato da DJ Jad (ex Articolo 31) e dal rapper Ciccio Pasticcio.
Nel luglio 2013 ha incontrato il dj producer Little Louie Vega e assieme alla moglie di quest'ultimo, Anane Vega, ha deciso di produrre in chiave moderna Figli delle stelle usando un sound elettronico. Il 18 luglio 2013 è uscito anche il video prodotto dallo stesso Sorrenti con Paolo Pezzano e la regia affidata a Lorenzo Annunziata.
Il 17 maggio 2014 ha ritirato a Genova presso il FIM, la Fiera Internazionale della Musica, il FIM Award 2014 - Premio Italia - Miglior cantautore. Durante l'evento ha interpretato i suoi più grandi successi di fronte a un folto pubblico che lo acclamava.
Il 25 aprile 2015, a seguito del grave terremoto in Nepal, ha annunciato che avrebbe intrapreso una tournée nei luoghi devastati, donando ai terremotati le rendite della registrazione live del Nepal on tour.
Nel giugno 2018 la Universal ha pubblicato un Box-Set di cinque cd che raccoglie tutta la prima produzione di Sorrenti, da Aria a Sienteme, con l'aggiunta di un cd di inediti e outtakes del periodo psichedelico del musicista.
Nel ottobre 2022, torna con un dodicesimo album Oltre la zona sicura.

### Vita privata
Ha vissuto con l'attrice, produttrice e conduttrice televisiva Roberta Manfredi, poi si è sposato con la modella statunitense Tony Lee Carland. Divorziato. Una figlia : Erika. Ha avuto un figlio, Sky Julian Markus di un'altra relazione.
Convertito al buddhismo dalla fine degli anni ottanta, pratica gli insegnamenti della scuola del monaco giapponese Nichiren Daishonin ed è membro della Soka Gakkai International.
Ha una sorella, Jenny Sorrenti, anche lei cantante.

## Citazioni
Il cantautore siciliano Franco Battiato nel celebre album del 1981 La voce del padrone cita il titolo di una celebre hit di Sorrenti con l'inciso della canzone Bandiera bianca: "siamo figli delle stelle e pronipoti di sua maestà il denaro".

## Discografia
Album in studio
- 1972 - Aria (Harvest Records 3C 064 - 17836)
- 1973 - Come un vecchio incensiere all'alba di un villaggio deserto (Harvest Records 3C 064 - 17878)
- 1974 - Alan Sorrenti (Harvest Records 3C 064 - 18059)
- 1976 - Sienteme, It's Time to Land (Harvest Records 3C 064 - 18206)
- 1977 - Figli delle stelle (EMI Italiana 3C 064 - 18312)
- 1979 - L.A. & N.Y. (EMI Italiana, 3C 064 - 62662)
- 1980 - Di notte (CBO CBL 1003)
- 1982 - Angeli di strada (CBO CBL 1006)
- 1987 - Bonno soku bodai (WEA Records 24 2228-1)
- 1992 - Radici (DSB DSBCD 152)
- 2003 - Sott'acqua (Sony Music, MKM 512188 2)
- 2022 - Oltre la zona sicura (Alabianca Records ABR 128554432-2)

Raccolte
- 1980 - Alan Sorrenti Emi Special 3C 054-18498[19]
- 1982 - Antologia 1971-1981 Ricordi Orizzonte ORL 8554
- 1996 - I successi di Alan Sorrenti (ristampato nel 1999)
- 1997 - Miami (Ristampata più volte dalla EMI sotto collane diverse)
- 2004 - Made in Italy
- 2007 - Solo grandi successi
- 2008 - Figli delle stelle Capitol collection
- 2012 - Essential
- 2018 - The Prog Years - Box 5 Cd (Universal)

Singoli
- 1972 - Vorrei incontrarti/Un fiume tranquillo (Harvest Records 3C 06 - 17852)
- 1973 - Una luce si accende/A te che dormi (Harvest Records 3C 06 - 17881)
- 1974 - Le tue radici part I/Le tue radici part II (Harvest Records 3C 06 - 17983)
- 1974 - Dicitencello vuje/Poco più piano (Harvest Records 3C 06 - 18017)
- 1976 - Sienteme/Try to image (Harvest Records 3C 06 - 18210)
- 1977 - Figli delle stelle/E tu mi porti via (EMI Italiana 3C 006 - 18307)
- 1978 - Donna luna/Un incontro in ascensore (EMI Italiana 3C 006 - 18340)
- 1979 - Tu sei l'unica donna per me/All day in love (EMI Italiana 3C 006 - 62764)
- 1979 - Alles, Was Ich Brauche, Bist Du/Per Sempre Tu (Strand – 6.12652) (Germania)
- 1979 - Love Fever/Tu Sei L'unica Donna Per Me (Decca – 6.20041) (Germania)
- 1979 - Per Sempre Tu/Provaci (Emi – 3C 006 - 63240)
- 1980 - Prova con me/Ora 06 (CBA 6.12878 AC) (Germania)
- 1980 - Prova con me/Ora 06 (Sonet	T-20011) (Svezia)
- 1980 - Non so che darei/Corro (CBO CBN 106)
- 1980 - If you need me now/Non so che darei (Carrere - 8085)
- 1981 - La strada brucia/Corro (CBO CBN 107)
- 1982  - Credimi non voglio perderti/In silenzio (CBO CBNP 112)
- 1983 - Sempre/Sessualmente magica (CBO Records – 113)
- 1987 - Non si nasce mai una volta sola/Vera felicità (WEA Records 24 8180-7)
- 1988 - Come per miracolo/Mia thai (WEA Records 24 8026-7)
- 1997 - Figli delle stelle/Tu sei l'unica donna per me 97' RMX (Alabianca Records – ABR 97001, Vinyl, 12")
- 1997 - Kyoko Mon Amour - Figli Delle Stelle (EMI Music Italy S.p.A. – 7243 8 84098 2 7)
- 2003 - Paradiso Beach - feat. Jenny B (Universal - MBO 3003495)
- 2005 - Brivido (Jaywork Records – JWMIX606, Vinyl, 12")

### Filmografia
- 1979: Figlio delle stelle (talvolta segnalato con il titolo "Tu sei l'unica donna per me"), regia di Carlo Vanzina (1979)
- 2017: Interpreta se stesso nel film Terapia di coppia per amanti, regia di Alessio Maria Federici (2017)

## Premi
- 2014, Genova - FIM Award - Premio Italia - Miglior Cantautore